# It's Late
It's Late är en sång av det brittiska rockbandet Queen, skriven av sångaren och gitarristen Brian May och inspelad för deras album News of the World (1977). I sången använder May tekniken "tapping" innan gitarristen Eddie Van Halen från rockgruppen Van Halen gör tekniken vida känd. 
Sången är speciell på grund av dess bluesaktiga gitarrspel spelat med den tidigare nämnda tekniken, dess breda röstomfång (E3-E6) samt dess längd. 
Den toppade på #72 på US Billboard Hot 100 då den släpptes som singel i 1978.
Låten var med i soundtracket till en dokumentärfilm om Kurt Cobain (2006) och den spelades även under eftertexterna till Seth Rogens film Observe And Report (2009). Liveversioner av låten är väldigt sällsynta, och det finns ingen officiell videoinspelning av framträdanden. De existerar endast på så kallade bootlegs och på publikinspelningar med kamera.

## Medverkande
- Freddie Mercury - sång
- John Deacon - basgitarr
- Brian May - gitarr, kör
- Roger Taylor - trummor, kör